# Listriodon
Listriodon és un gènere extint de mamífers artiodàctils de la família dels súids que visqueren al Vell Món durant el Miocè. Se n'han trobat restes fòssils a Alemanya, l'Aràbia Saudita, Àustria, Espanya (incloent-hi els jaciments de Bunyol, l'abocador de Can Mata, Can Llobateres i barranc de Can Vila), França, Hongria, l'Índia, Kenya, el Pakistan, Romania, Rússia, Sèrbia, Suïssa, Turquia i la Xina. Els representants d'aquest grup estaven dotats d'ullals recaragolats.